# Wassertorstraße 8 (Quedlinburg)

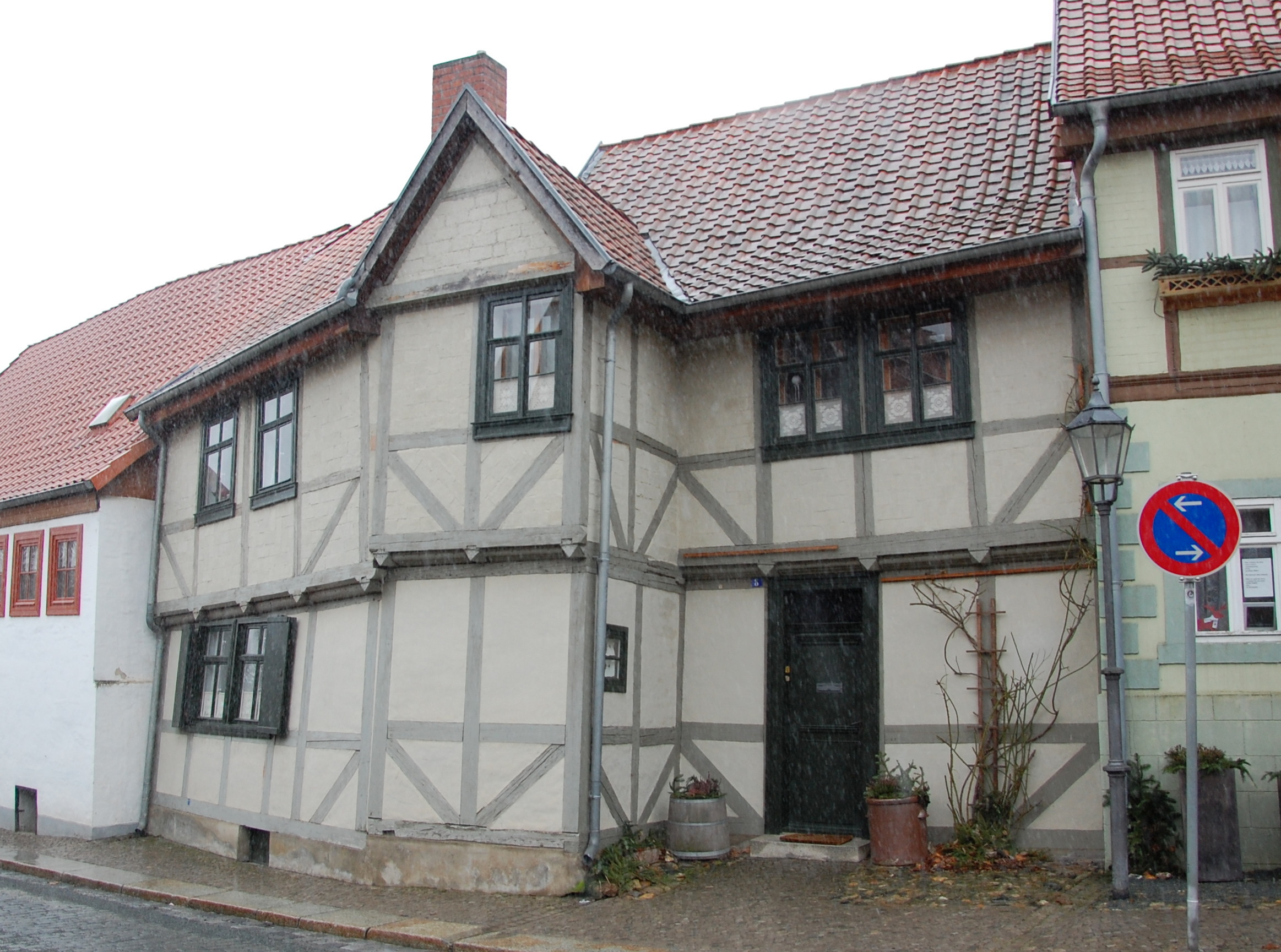
Haus Wassertorstraße 8

Das Haus Wassertorstraße 8 ist ein denkmalgeschütztes Gebäude in der Stadt Quedlinburg in Sachsen-Anhalt.

## Lage
Das Gebäude befindet sich an der Südseite des Quedlinburger Schloßberges im Stadtteil Westendorf an der Einmündung der Straße Schloßberg in die Wassertorstraße, die hier nach Südosten abbiegt. Es ist im Quedlinburger Denkmalverzeichnis als Wohnhaus eingetragen und gehört zum UNESCO-Weltkulturerbe. Westlich grenzt das gleichfalls denkmalgeschützte Haus Wassertorstraße 9 an.

## Architektur und Geschichte
Die Fassade des zweigeschossigen in der Zeit um 1700 entstandenen Fachwerkhauses folgt der Straßenbiegung der Wassertorstraße. Mittig aus der Fassade tritt ein schon turmartiger Erker in den Straßenraum hervor. Als Verzierungen finden sich profilierte Füllhölzer und Pyramidenbalkenköpfe.